# Pterodactyl (Película)
Pterodactyl o Pterodactilo en América Latina es una película estadounidense de American World Pictures y SCI FI Pictures producida por Dana Duboski y dirigida por Mark L. Laster, con música de Jonh Dickson y escrita por Mark Servi. Protagonizada por Cameron Daddo, Coolio y Amy Sloan.

## Argumento
En el nido de un pterodáctilo, varios de los huevos caen dentro de la montaña y eclosionan. Un trío de cazadores que exploran la frontera turco-armenia son repentinamente atacados por un pterodáctilo, viendose superados y todos son asesinados.
Un grupo de científicos, conformado un grupo de estudiantes (Kate, Willis, Angie, Jason y Gwen) y su profesor, va a una expedición a un volcán en la frontera entre Turquía y Armenia, desoyendo las advertencias sobre el peligro que corren. En su primera parada, Kate conversa con Michael y le dice que siente algo por él, pero este no le contesta, pues son interrumpidos por Willis que encontró una extraña sustancia (orina de pterodactilo).
Mientras, una tropa de soldados liderada por el capitán Bargen y conformada por Serling, Zelasny, Clarke, Borrughs y Herbert capturan al jefe rebelde Yolen.
Angie es atacada por un pterodáctil, mientras se baña en un río, pero logra escapar y este se lleva a Jason. Angie les dice a los demás, pero no le creen, hasta que ocurre un segundo ataque en el que Gwen es víctima de los dinosaurios. Luego de esto, Tezo, otro rebelde, y sus hombres los atacan buscando a Yolen, pero a su vez son atacados por una gran banda de pterodáctilos, quienes matan a los terroristas, mientras que los civiles logran ser rescatados por los militares.
Bargen se niega incicialmente a seguir ayudándolos, pero Kate le dice que es hija de Burton Hailen, un militar y ex compañero de Bargen, lo que lo hace cambiar de parecer. De nuevo se ven en un enfrentamiento con los dinosaurios, en medio del cual Herbert y Angie son asesinados sanguinariamente, Yolen intenta escapar aprovechando que su custodio, Borroughs, es decapitado por un pterodáctilo, pero Bargen lo recaptura. Kate y Clarke son raptados por los dinosaurios y llevados a los nidos.
Clarke es el primero en ser devorado por los bebés y Kate toma su radio para comunicarse con Bargen. Luego los sobrevivientes restantes se deciden a ir a rescatarla, pero buscan un refugio en una cabaña, ya que los pterodáctilos los vuelven a atacar, hiriendo mortalmente a Zelasny y Willis, que mueren poco después.
Bargen, Michael, Serling y el prisionero Yolen van al volcán donde se ubica el nido, pero hay un risco enorme entre ellos y Kate, así que idean un plan, poniendo a un borrego con una cuerda amarrada a él y con una bomba dentro. El borrego es tomado por un pterodáctilo y puesto en el nido de al lado y la cuerda hace un puente. Serling va por Kate, pero en eso los pterodáctilos atacan y rompen la cuerda haciendo caer a Serling al acantilado, aunque Kate logra ser salvada por Michael. 
Yolen intenta escapar pero es llevado al nido y devorado por los bebés. Antes de morir, Serling logra activar la bomba, matando a todos los pterodáctilos menos a uno. En un intento por asesinar al último animal, Bargen deja que lo atrape y así colocarse como blanco de un misil a control remoto, pero el ave lo esquiva y asesina al capitán. Michael intenta hacer lo mismo, pero está vez el misil mata al pterodáctilo, antes de que este toque a Michael.
Al final se puede ver a Michael y Kate caminando por el bosque y se dan un beso. Mientras, se descubre que adentro de las montañas que otra especie de dinosaurio sobrevivió a la extinción al verse varios huevos, los cuales resultan ser de un Allosaurus que emerge del cráter del volcán.

## Elenco y Personajes
| Actor             | Personaje               | Descripción |
| ----------------- | ----------------------- | --- |
| Cameron Daddo     | Prof. Michael Lovecraft | Es el líder de la expedición científica. Él busca hacer un descubrimiento, para reafirmar su carrera, en el volcán. Pero no contaba con los animales prehistóricos que lo rondarían. Al final logra asesinar al último pterodáctilo y le confiesa su amor a Kate.           |
| Coolio            | Capitán Bargen          | Es el jefe de una tropa de soldados estadounidenses en una misión secreta para capturar a Yolen, desconociendo que entró en territorio de las aves depredadoras. Al final es asesinado por el macho alfa de los pterodáctilos.                                              |
| Amy Sloan         | Kate Heinlein           | Alumna de Michael y su enamorada secreta. Es hija de un militar, lo que la hace simpatizar con Bargen. Es raptada por un pterodáctilo y llevada un nido. Al final es rescatada y Michael le corresponde su amor.                                                            |
| Ivo Cutzarida     | Yolen                   | Es un jefe terrorista rebelde al gobierno Turco. Es arrestado por los soldados y trasladado en calidad de preso a través de la aventura contra los dinosaurios. Al final es devorado por los pterodáctilos bebés.                                                           |
| George Calil      | Serling                 | Soldado de la tropa. Al final muere tras caer en un acantilado. |
| Steve Braun       | Willis Bradbury         | Es un estudiante de Michael. Se vuelve obsesivo con la idea de volverse millonario si consiguen atrapar a un pterodáctilo vivo. Presuntamente muere devorado por un pterodáctilo, aunque el momento de su muerte no se ve en pantalla, sólo se ve siendo rodeado por ellos. |
| Mircea Monroe     | Angie Lem               | Es una alumna, tonta y presumida. Hija del mayor financiador de la expedición. Es la primera en tener contacto con una de las aves prehistóricas. Muere asesinada por un pterodáctilo que le arranca un brazo.                                                              |
| Jessica Ferrarone | Zelasny                 | Es la única mujer de la tropa de soldados. Muere desangrada tiempo después de ser golpeada por un pterodáctilo. |
| Danna Lee         | Gwen Kamper             | Alumna de Michael. Es llevada por un pterodáctilo, que probablemente la mata. |
| Howie lotker      | Jason Donaldson         | Alumno de Michael. Es la primera víctima de los pterodáctilos. |
| Dusan Fager       | Burroughs               | Es el soldado encargado de custodiar a Yolen. Cuando trata de recapturar a Yolen es decapitado por un pterodáctilo. |
| Tood Kramer       | Clarke                  | Es un soldado. Es brutalmente asesinado por los pequeños pterodáctilos. |
| David Nykl        | Herbert ¨El Jefe¨       | Es un soldado. Muere asesinado por un pterodáctilo que lo parte a la mitad. |
| Peir Jakl         | Tezo                    | Es el segundo al mando rebelde, después de Yolen. Es abatido por los soldados, cuando trata de rescatar a Yolen. |
| Miki Kren         | Berk                    | Es quien otorga los permisos de viaje al volcán. Advierte a la expedición del peligro que hay. |